# Grammodes stupida
Grammodes stupida är en fjärilsart som beskrevs av Herrich-Schäffer 1845. Grammodes stupida ingår i släktet Grammodes och familjen nattflyn. Inga underarter finns listade i Catalogue of Life.